# Sabicea fulvovenosa
Sabicea fulvovenosa är en måreväxtart som beskrevs av Ronald D'Oyley Good. Sabicea fulvovenosa ingår i släktet Sabicea och familjen måreväxter.
Artens utbredningsområde är Cabinda. Inga underarter finns listade i Catalogue of Life.